# یواس‌اس استریکلند (دی‌ئی-۳۳۳)
یواس‌اس استریکلند (دی‌ئی-۳۳۳) (به انگلیسی: USS Strickland (DE-333)) یک کشتی بود که طول آن ۳۰۶ فوت (۹۳ متر) بود. این کشتی در سال ۱۹۴۳ ساخته شد.